# Neomammillaria petrophila
Neomammillaria petrophila là một loài thực vật có hoa trong họ Cactaceae. Loài này được (K. Brandegee) Britton & Rose mô tả khoa học đầu tiên năm 1923.